# Triòxid de sofre
El triòxid de sofre és un compost binari de sofre i oxigen, un òxid de fórmula {\displaystyle {\ce {SO3}}}. És un líquid incolor a temperatura ambient, amb un punt de fusió de 16,83 °C i un punt d'ebullició de 44,8 °C. Reacciona violentament amb aigua donant àcid sulfúric, {\displaystyle {\ce {H2SO4}}}, amb gran despreniment de calor. Corroeix els metalls i els teixits. Provoca cremades importants a l'esòfag i a l'estómac si és ingerit. També provoca cremades en contacte amb la pell i els ulls. És tòxic per inhalació. Produeix foc en entrar en contacte amb cotó, llana,...

## Història
La primera referència sobre del triòxid de sofre és de Basilius Valentinus un alquimista de finals del segle xv. El mètode d'obtenció per escalfament de sulfat de ferro(II), {\displaystyle {\ce {FeSO4}}}, fou descrit per primera vegada el 1675 pel químic francès Nicolas Lémery (1645-1715), mentre que la preparació per escalfament de l'àcid sulfúric fou descobert un segle més tard, el 1755, pel químic alemany Johann Christian Bernhardt (1710-1758). El químic suec Carl-Wihlelm Scheele (1742-1786) i el químic francès Louis-Bernard Guyton de Morveau (1737-1816) identificaren per primera vegada el compost com anhídrid de l'àcid sulfúric. Des de la dècada del 1940 és un dels reactius més importants en la indústria dels detergents sintètics.

## Estructura i enllaç

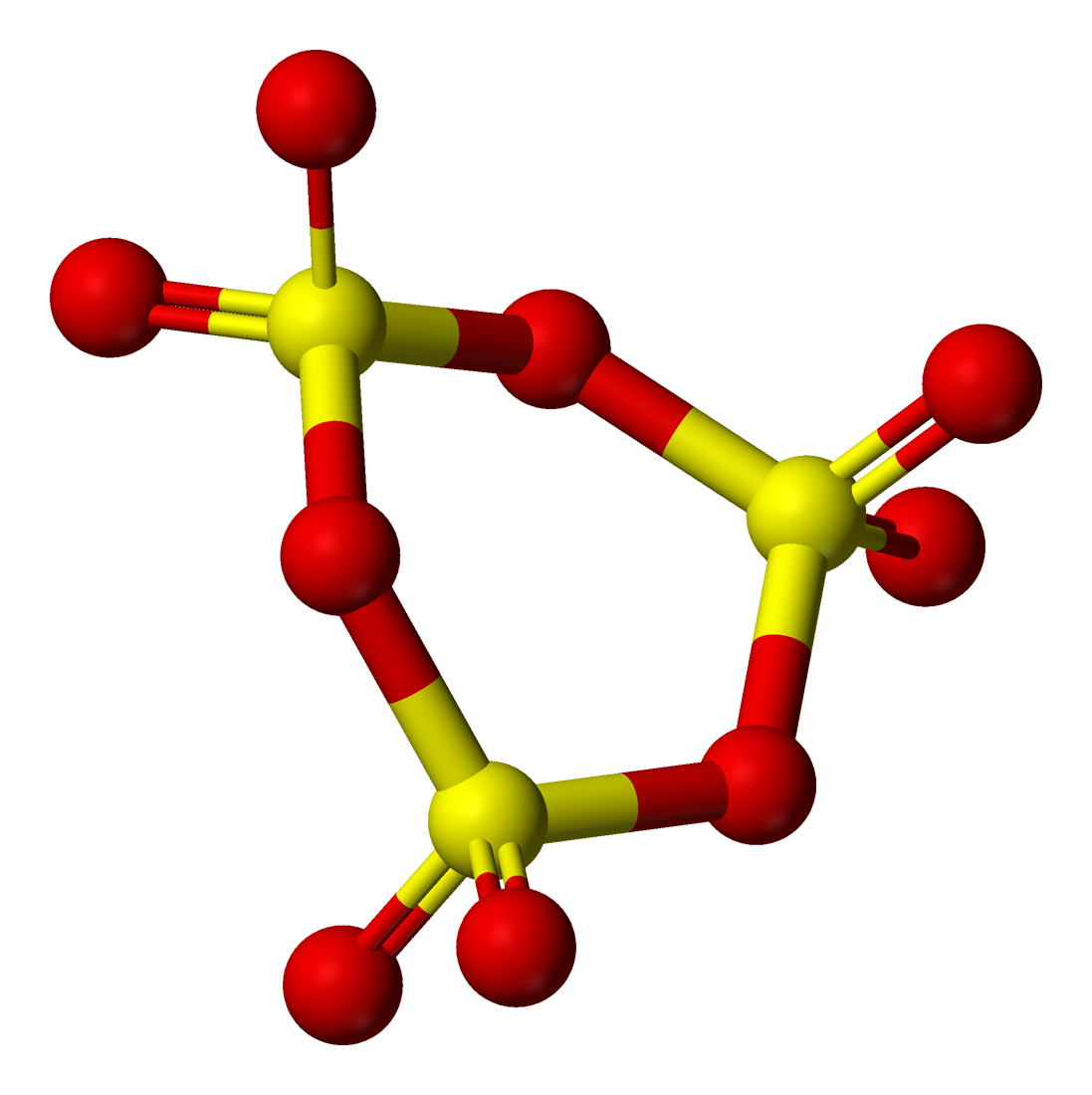
Estructura molecular en forma d'anell de la forma \gamma-SO3

En estat sòlid pot presentar tres formes al·lotròpiques diferents; {\displaystyle {\ce {\alpha-SO3}}}, {\displaystyle {\ce {\beta-SO3}}} i {\displaystyle {\ce {\gamma-SO3}}} de les quals la forma {\displaystyle {\ce {\alpha-SO3}}} és la que presenta una major estabilitat respecte a les altres.
La forma {\displaystyle {\ce {\alpha-SO3}}}, amb estructura semblant al gel, es correspon a la forma més habitual del {\displaystyle {\ce {SO3}}} en estat sòlid. Es presenta en forma de cristalls prismàtics incolors que fonen a 16,8 °C i donen un líquid menys viscós que l'àcid sulfúric. El líquid és transparent però si té alguna impuresa de matèria orgànica adquireix una coloració marró. A 25 °C té una densitat alta, d'1,904 g/cm³ i un índex de refracció d'1,40965. Té un punt d'ebullició de 44,8 °C. Està constituït per molècules individuals d'{\displaystyle {\ce {SO3}}}.
La forma {\displaystyle {\ce {\beta-SO3}}} amb estructura d'asbestos, és de color blanc i menys estable que la forma {\displaystyle {\ce {\alpha-SO3}}}, amb punt de fusió 30,5 °C. Té cadenes lineals de molècules d'{\displaystyle {\ce {SO3}}} enllaçades una rere l'altra. En estat líquid hom troba que està constituïda per dímers {\displaystyle {\ce {(SO3)2}}}.
La forma {\displaystyle {\ce {\gamma-SO3}}} té una estructura semblant a la del gel. Quan es refreda l'{\displaystyle {\ce {SO3}}}per sota de -80 °C es condensa en la forma {\displaystyle {\ce {\gamma-SO3}}}, que té una densitat de 1,903 g/cm³ a 25 °C. Consta de molècules trimèriques d'{\displaystyle {\ce {SO3}}}, és a dir {\displaystyle {\ce {(SO3)3}}}, que formen un anell de sis àtoms amb distàncies de 162,6 pm entre ells. A temperatura ambient amb traces d'aigua es converteix lentament en la més estable forma {\displaystyle {\ce {\beta-SO3}}}.
En estat gasós es tracta d'una molècula trigonal plana de simetria D3h. Amb angles {\displaystyle {\ce {O-S-O}}} de 120°. Els enllaços {\displaystyle {\ce {S-O}}} són tots tres igual, de longitud 143 pm, la qual cosa indica que són enllaços dobles. L'àtom central de sofre es troba en estat d'oxidació +6 i no té càrrega formal. Es troba rodejada de sis parells d'electrons no enllaçants (dos per a cada àtom d'oxigen unit a l'àtom central).

## Síntesi
El triòxid de sofre es pot obtenir al laboratori per escalfament d'hidrogensulfats (p.e. hidrogensulfat de sodi, {\displaystyle {\ce {NaHSO4}}}), de disulfats (p.e. disulfat de sodi, {\displaystyle {\ce {Na2S2O7}}}) i de sulfats (p.e. sulfat de ferro(III), {\displaystyle {\ce {Fe2(SO4)3}}}). Segons la sal de partida tenen lloc una o més reaccions de les indicades a continuació:
{\displaystyle {\ce {2MHSO4 ->[\Delta] H2O + M2S2O7}}}{\displaystyle {\ce {M2S2O7 ->[\Delta] SO3 + M2SO4}}}{\displaystyle {\ce {M2SO4 ->[\Delta] SO3 + M2O}}}
Al laboratori també es pot obtindre per deshidratació de l'àcid sulfúric concentrat emprant pentaòxid de difòsfor, {\displaystyle {\ce {P2O5}}}:
{\displaystyle {\ce {H2SO4 ->[P_2O_5] H2O + SO3}}}
Industrialment aquest compost s'obté per oxidació del diòxid de sofre, {\displaystyle {\ce {SO2}}}, amb oxigen mitjançant un catalitzador com el pentaòxid de divanadi, {\displaystyle {\ce {V2O5}}}, monòxid de nitrogen, {\displaystyle {\ce {NO}}}, òxid de ferro(III), {\displaystyle {\ce {Fe2O3}}}, o platí. La combustió directa del sofre no produeix triòxid de sofre, sinó diòxid de sofre, ja que aquesta reacció és molt exotèrmica i la calor despresa és suficient per descompondre del triòxid de sofre format en diòxid de sofre i dioxigen.
{\displaystyle {\ce {1/8 S8 + O2 -> SO2}}\quad \quad \Delta H=-297\;\mathrm {kJ/mol} }{\displaystyle {\ce {SO3 -> SO2 + 1/2 O2}}\quad \quad \Delta H=99\;\mathrm {kJ/mol} }

## Reactivitat
En presència d'aigua té lloc una reacció violenta donant lloc a l'àcid sulfúric que és altament corrosiu.
{\displaystyle {\ce {SO3 + H2O -> H2SO4}}\quad \quad \Delta H=-73{,}69\;\mathrm {kJ/mol} }
Aquesta reacció té lloc de forma molt ràpida i és altament exotèrmica. Al voltant de 340 °C el triòxid de sofre i l'aigua coexisteixen en concentracions significatives d'equilibri.
És un àcid de Lewis fort i reacciona amb bases de Lewis formant composts d'addició. Exemples són els formats amb l'òxid de bari, {\displaystyle {\ce {Ba[SO4]}}}; amb l'amoníac, {\displaystyle {\ce {SO3\cdot NH3}}}; amb la piridina, {\displaystyle {\ce {SO3\cdot py}}}; amb el tetrahidrofurà, {\displaystyle {\ce {SO3\cdot THF}}}; amb el fluorur de potassi, {\displaystyle {\ce {K[SO3F]}}}; amb el sulfat de sodi, {\displaystyle {\ce {Na2[S2O7]}}}; amb el clorur d'hidrogen, {\displaystyle {\ce {HSO3Cl}}}; i amb el sulfur d'hidrogen, {\displaystyle {\ce {H2S2O3}}}.
També és un agent oxidant fort. Així oxida el sofre, {\displaystyle {\ce {S8}}}, a {\displaystyle {\ce {SO2}}}; el diclorur de sofre, {\displaystyle {\ce {SCl2}}}, a {\displaystyle {\ce {SOCl2}}}i {\displaystyle {\ce {SOCl2}}}; el triclorur de fòsfor, {\displaystyle {\ce {PCl3}}}, a {\displaystyle {\ce {POCl3}}}, el fòsfor, {\displaystyle {\ce {P4}}}, a {\displaystyle {\ce {P4O10}}}; el iodur d'hidrogen, {\displaystyle {\ce {HI}}}, a {\displaystyle {\ce {I2}}}; i el sulfur d'hidrogen, {\displaystyle {\ce {H2S}}} a {\displaystyle {\ce {S8}}}.

## Aplicacions

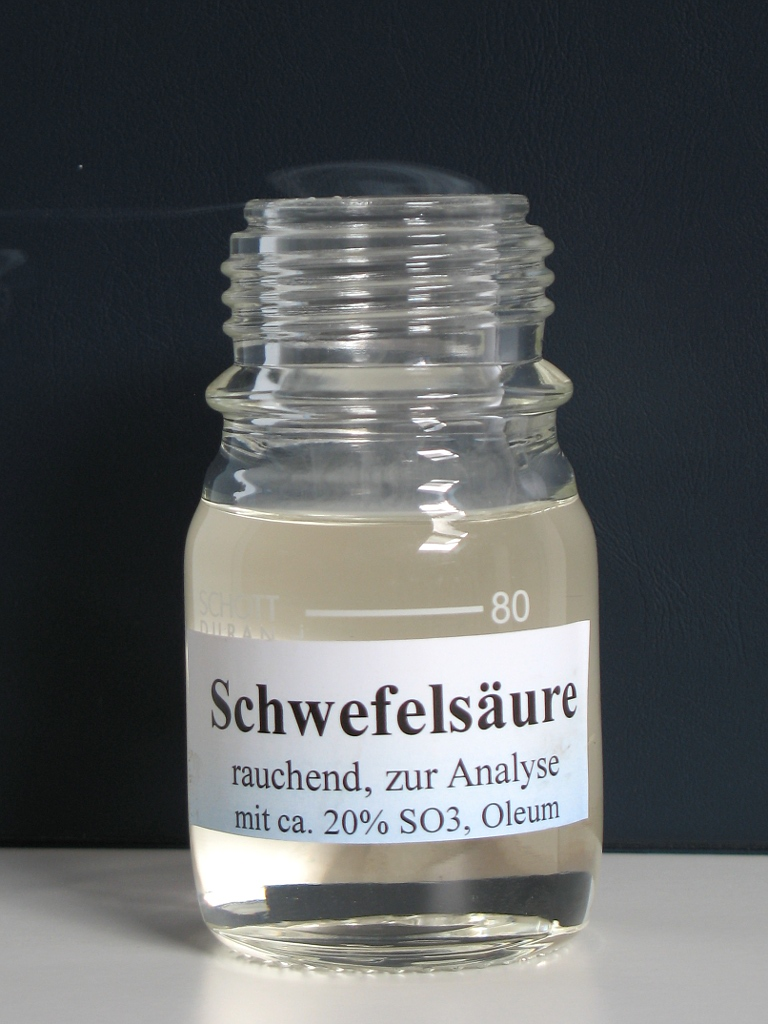
Òleum o àcid sulfúric fumant de concentració 20 % en SO3. Obert l'envàs s'observa un vapor que surt i que correspon a SO3

L'aplicació més important del {\displaystyle {\ce {SO3}}}és la producció d'àcid sulfúric, {\displaystyle {\ce {H2SO4}}} que actualment es duu a terme industrialment per mitjà del mètode de contacte. El triòxid de sofre s'obté per combustió del diòxid de sofre, {\displaystyle {\ce {SO2}}}, a uns 400 °C i en presència d'un catalitzador (pentaòxid de vanadi, {\displaystyle {\ce {V2O5}}} o platí, entre d'altres). El {\displaystyle {\ce {SO3}}} obtingut és absorbit en àcid sulfúric concentrat per a donar la dissolució coneguda com a òleum o àcid sulfúric fumant. Se'n produeixen de tres concentracions, del 20 %, del 30 % i del 65 % en {\displaystyle {\ce {SO3}}}. Posteriorment s'addiciona aigua a aquest òleum i pot obtenir-se l'àcid sulfúric comercial del 98 % d'alta puresa. Les reaccions són:
{\displaystyle {\ce {SO2 + 1/2 O2 -> SO3}}}{\displaystyle {\ce {SO3 + H2SO4 -> H2SO4. SO3 <=> H2S2O7}}}{\displaystyle {\ce {H2SO4. SO3 + H2O -> 2 H2SO4}}}

Reacció de sulfonació del benzè

L'{\displaystyle {\ce {SO3}}}s'empra molt en química orgànica com a agent de sulfonació, això és la substitució d'un hidrogen en un hidrocarbur per un grup sulfònic, {\displaystyle {\ce {-SO3H}}}; i de sulfatació, substitució d'un {\displaystyle {\ce {H}}} enllaçat a un {\displaystyle {\ce {O}}} per donar un sulfat. Mitjançant aquesta reacció s'obtenen composts tensioactius que s'empren com a detergents artificials, els més importants són els sulfonats d'alquilbenzè.

Laurilsulfat de potassi, un tensioactiu

## Perillositat
El triòxid de sofre provoca cremades importants a l'esòfag i a l'estómac si és ingerit. També provoca cremades en contacte amb la pell i els ulls. És tòxic per inhalació. La concentració letal en humans és de 30 mg/m³. Produeix foc en entrar en contacte amb cotó, llana,...

## Medi ambient
S'emet a l'atmosfera com a conseqüència de la combustió de carbó i petroli, bé directament o bé en forma de diòxid de sofre, {\displaystyle {\ce {SO2}}}, que es transforma en triòxid de sofre a l'aire, per acció de la llum ultraviolada i la humitat que hi són presents. El triòxid de sofre és un gas altament reactiu i, en presència d'humitat a l'aire, s'hidrata ràpidament produint àcid sulfúric, {\displaystyle {\ce {H2SO4}}}. En l'aire, per tant, és l'àcid sulfúric en forma d'un aerosol que es troba en lloc del triòxid de sofre i, en general, s'associa amb altres contaminants en gotes o partícules sòlides que s'estenen sobre una gran varietat de mides. Es considera un dels responsables de la pluja àcida.